# Andrzej Żurkowski (inżynier)
Andrzej Żurkowski (ur. 29 listopada 1956, zm. 3 stycznia 2022) – polski doktor inżynier transportu, w latach 2001–2005 prezes PKP Intercity, w latach 2006–2021 dyrektor Instytutu Kolejnictwa.

## Życiorys

### Wykształcenie
Ukończył studia w Instytucie Transportu Politechniki Warszawskiej. W 1980 uzyskał tytuł magistra inżyniera specjalności organizacja i technika transportu broniąc pracę dyplomową zatytułowaną „Analiza technologii pracy stacji postojowej Warszawa Grochów i propozycje jej usprawnienia”, a rok później otrzymał za nią nagrodę ministra komunikacji w dziedzinie prac dyplomowych. W 2008 na Wydziale Transportu PW uzyskał stopień doktora nauk technicznych na podstawie rozprawy Metoda badania wpływu preferencji nabywców usług na rozłożenie potoku ruchu pasażerskiego w korytarzu transportowym (promotorka – Marianna Jacyna).

### Kariera zawodowa
Od momentu ukończenia studiów był związany z PKP. W latach 1980–1991 pracował w Centrum Naukowo-Technicznym Kolejnictwa – początkowo na stanowisku inżyniera, od 1988 jako starszy specjalista, a od 1990 był kierownikiem Zakładu Ruchu Kolejowego. W latach 1991–1998 był naczelnikiem wydziału w pionie handlowym Dyrekcji Generalnej PKP, natomiast od 1998 do 2001 pełnił funkcje dyrektora wydziału marketingu przewozów kwalifikowanych i rzecznika prasowego Dyrekcji Przewozów Pasażerskich PKP. W 2001 kierował utworzeniem spółki PKP Intercity, której prezesem pozostał do 2005. Następnie objął urząd dyrektora wydziału marketingu i komunikacji społecznej oraz pełnomocnika zarządu ds. kontaktów międzynarodowych w PKP. W 2006 został dyrektorem Instytutu Kolejnictwa, a w 2008 członkiem Komitetu Transportu Polskiej Akademii Nauk. W latach 2010–2013 był pierwszym wiceprezesem zarządu krajowego Stowarzyszenia Inżynierów i Techników Komunikacji RP, natomiast od 2013 do 2014 był prezesem tego stowarzyszenia. W 2014 został członkiem rady nadzorczej spółki PKP Linia Hutnicza Szerokotorowa, zaś 1 grudnia 2016 został wybrany do zarządu International Railway Research Board.
Aktywny w grupach roboczych, komisjach i podkomisjach UIC. Brał udział w krajowych i międzynarodowych konferencjach naukowo-technicznych i seminariach, podczas których wygłaszał referaty na temat przewozów pasażerskich w Polsce i na świecie. Jest autorem publikacji w czasopismach branżowych o planowaniu i organizacji przewozów pasażerskich, planowaniu pracy taboru, zastosowaniach matematyki i informatyki w przewozach, eksploatacji kolei, transporcie drogowym, systemach szybkiej kolei, systemach transportowych, marketingu i dystrybucji usług, a także współautorem podręcznika akademickiego dotyczącego ruchu kolejowego i srk.
Z dniem 26 sierpnia 2021 został odwołany na własny wniosek (z przyczyn zdrowotnych) z funkcji dyrektora Instytutu Kolejnictwa.
W latach 2007–2011 wykładał na studiach podyplomowych na Wojskowej Akademii Technicznej, Politechnice Warszawskiej i Szkole Głównej Handlowej, w latach 2009–2011 na studiach inżynierskich, a w 2012 na magisterskich. Zmarł w 2022.
W 2022 pośmiertnie odznaczony Krzyżem Kawalerskim Orderu Odrodzenia Polski.

## Życie prywatne
Był żonaty, miał dwie córki. Jego zainteresowaniami był teatr, książki i pływanie.

## Nagrody i wyróżnienia
18 marca 2002 Andrzej Żurkowski, pełniący wówczas funkcję prezesa PKP Intercity, otrzymał nagrodę Szyna 2001 przyznaną przez
Stowarzyszenie Sympatyków Komunikacji Szynowej.